# Рогали (Могилёвская область)
Рогали́ (бел. Рагалі́) — деревня в составе Горбацевичского сельсовета Бобруйского района Могилёвской области Республики Беларусь.

## Население
- 1999 год — 26 человек
- 2010 год — 21 человек